# Indonesia XI
El Indonesia XI es el equipo de fútbol que representa a la Liga Indonesia en partidos de fútbol.

## Historia
Indonesia XI representa a la Liga Indonesia en partidos principalmente de carácter amistoso o de exhibición, aunque también ha sido como una especie de selección nacional integrada por jugadores del medio local, aunque este no ha jugado partidos de carácter oficial de la FIFA.
El equipo lo integran mayoritariamente jugadores que juegan o que han formado parte de la selección nacional y actualmente se enfrenta a clubes de fútbol principalmente provenientes de Europa en sus fechas de pretemporada.
El club cuenta con un único título, el cual fue la Aga Khan Gold Cup de la edición de 1961 celebrada en Bangladés.

## Palmarés
- Aga Khan Gold Cup (no oficial Asian Champions' Cup) (1): 1961

## Partidos Recientes
| 26 de mayo de 2012 | Indonesia XI                | 2 – 4 | Inter Milan1                      | Gelora Bung Karno Stadium, Yakarta, Indonesia |  |
|                    | Wanggai 11' · Pahabol 90+2' |       | Coutinho 6' 43' · Pazzini 61' 74' |                                               |  |

| 4 de agosto de 2012 | Indonesia XI | 0 – 5 | Valencia1                                              | Gelora Bung Karno Stadium, Yakarta, Indonesia |  |
|                     |              |       | Piatti 4' · Alcácer 12' 56' · R. Costa 25' · Pablo 52' |                                               |  |

| 14 de julio de 2013 | Indonesia XI | 0 – 7 | Arsenal1                                                                           | Gelora Bung Karno Stadium, Yakarta, Indonesia |  |
|                     |              |       | Walcott 19' · Akpom 54' · Giroud 70' 73' · Podolski 83' · Olsson 85' · Eisfeld 86' |                                               |  |

- 1 Partido no oficial de la FIFA